# Woincourt
Woincourt település Franciaországban, Somme megyében. Lakosainak száma 1276 fő (2022. január 1.). Woincourt Dargnies, Fressenneville, Friville-Escarbotin és Yzengremer községekkel határos.

## Népesség
A település népessége az elmúlt években az alábbi módon változott:
| Lakosok száma | 1364 | 1325 | 1314 | 1268 | 1255 | 1239 | 1224 | 1250 | 1276 |
|               | 2013 | 2015 | 2016 | 2017 | 2018 | 2019 | 2020 | 2021 | 2022 |